# Vendsyssel

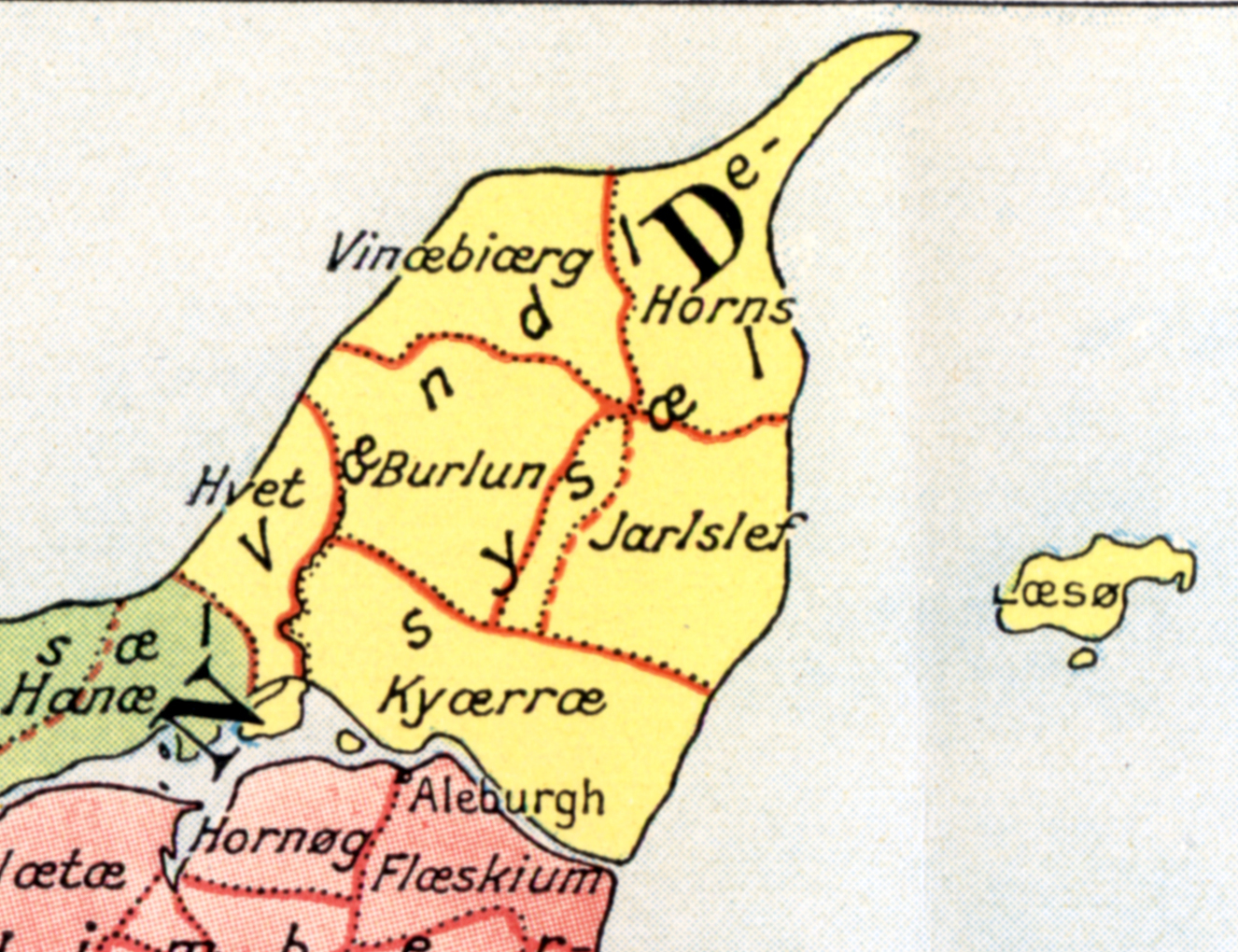
Vendsyssel im Mittelalter

Inoffizielle Flagge Vendsyssels

Vendsyssel [ˈvenˌsysl̩] ist die nördlichste Landschaft Jütlands und Dänemarks. Das ungefähr 3000 km² große Gebiet liegt zwischen Kattegat, Skagerrak und dem Limfjord.

## Landschaft
Im Südwesten grenzt die Landschaft zwischen Åbybro und Brovst an Hanherred; weiter westlich liegt Thy. Diese drei einzelnen Landstriche haben keinen traditionellen gemeinsamen Namen. Sie werden daher zusammen „das Gebiet nördlich des Limfjords“ genannt, die Nordjütische Insel oder auch Vendsyssel-Thy. Der Limfjord wurde erst in der Februarflut 1825 mit Durchbruch des Meeres bei Thyborøn zu einem von der West- zur Ostküste durchgehenden Gewässer. Der dadurch abgetrennte Nordteil Jütlands wird noch heute eher als Teil des Festlandes denn als Insel wahrgenommen.
Die drei Landschaften nördlich des Limfjords bilden zusammen mit der Insel Mors im Limfjord, Læsø im Kattegat und der Landschaft Himmerland die Region Nordjylland. Das Bistum Ålborg ist damit weitgehend deckungsgleich.
Ålborg ist die größte Stadt der Region und zugleich die wichtigste Stadt für Vendsyssel, obgleich ihr eigentliches Stadtzentrum südlich des Limfjords liegt. Der nördliche Stadtteil Nørresundby, ursprünglich eine Stadt für sich, sowie der Flughafen Aalborg liegen in Vendsyssel.

## Geographie
Insgesamt sind die Landschaftstypen Vendsyssels recht unterschiedlich. Die Westküste ist geprägt von breiten und flachen Sandstränden mit Dünen sowie der Steilküste bei Rubjerg. In den 1930er Jahren wurden bei Blokhus und Løkken große Ferienhausgebiete errichtet. Die Ostküste hat wesentlich schmalere Strände, die Wassertiefe nimmt nur langsam zu und oft liegen Sandbänke vor dem Meeresufer. Nach Norden zu läuft Vendsyssel in der feinen Landspitze Grenen aus, Dänemarks nördlichstem Punkt. Dabei ist die Landschaft ab Råbjerg in Richtung Skagen von Dünen sowie Moor- und Heidegebieten geprägt. Dort befindet sich die große Wanderdüne Råbjerg Mile und der vom Flugsand verschüttete Turm Skagens Versandeter Kirche.
Wegen des kargen Erdbodens war der Westen früher eher arm und dünn besiedelt. Die Landesmitte und der Osten sind wesentlich hügeliger, stärker bewaldet und haben fruchtbarere Böden als der Westen. Doch wird der ganze Landesteil weitgehend von Sandboden geprägt. Der höchste Punkt ist Knøsen mit 136 m. Zwischen den Hügelgebieten liegen flache Gebiete aus gehobenem Meeresboden, die in den letzten 5000 Jahren wegen der postglazialen Landhebung entstanden sind, z. B. das Moorgebiet Store Vildmose im Südwesten.
Es bestehen Brücken- und Tunnelverbindungen zum Festland sowie eine Fähre bei Hals (Dänemark).
Zu Vendsyssel gehören:
- Brønderslev
- Frederikshavn
- Hirtshals
- Hjørring
- Nørresundby, der nördlich des Limfjords gelegene Teil Ålborgs
- Løkken
- Lønstrup
- Skagen
- Sæby
- Vrå
- Åbybro

## Vorgeschichte
In Vendsyssel liegen zahlreiche ur- und frühgeschichtliche Fundplätze. Darunter die Megalithanlagen:
- Blakshøj
- Rampen
- Steinkiste von Horne
- Stenhøj von Tolne

Aus der Eisenzeit sind im Vendsyssel nur Brandbestattungen bekannt. In Donbæk bei Frederikshavn wurden zwei verschiedene Arten nachgewiesen. Entweder gab es einen relativ großen Hügel von vielleicht 1,5 m Höhe, ohne Steinkreis herum, oder einen niedrigen Steinkreis ohne Hügel. Im unteren Teil der größeren Hügel lag das Grab in Gestalt einer Schicht verbrannter Knochen. In der Füllung des Hügels lag oft ein größerer Stein, vielleicht ein umgestürzter Bautastein. Im niedrigen Steinkreis ohne Hügel war das Grab eine in der Mitte mehr konzentrierte oder über den Boden verstreute Kohleschicht.
Lindholm Høje bei Nørresundby ist das größte eisen- und wikingerzeitliches Grabfeld von Dänemark.